# 71-405
71-405 — российский пассажирский односторонний четырёхосный высокопольный трамвайный вагон с асинхронным тяговым приводом производства ОАО «Уралтрансмаш».
Трамвай используется в нескольких городах России.

## Название
Обозначение 71-405 расшифровывается следующим образом: 7 означает трамвай, 1 — государство производителя (Россия), 4 — номер завода (УТМ), 05 — номер модели.

## История создания
В 2003 году конструкторы ФГУП «УралТрансМаш» решили обновить дизайн вагона 71-402, чтобы не отставать от конкурентов, уже давно предлагавших новые дизайнерские решения в оформлении своих вагонов. УКВЗ к этому времени уже активно поставлял вагоны 71-619 со вклеенными тонированными окнами, приятными округлыми формами торцевых частей вагона, новыми решениями в оформлении салона. Москва активно закупала усть-катавские вагоны, которые всё больше вытесняли из московских парков чешские вагоны, заменить которые своей продукцией так хотел екатеринбургский консорциум. Отправной точкой для начала разработки новой модели на УТМе стал фактический распад «СПЕКТРа»: с одной стороны, уже всем участникам стало ясно, что выйти на планировавшиеся объёмы производства не удастся, а с другой стороны, руководство завода УТМ осознало, что способно самостоятельно запустить новый вагон. В ходе работы над вагоном 71-403 было решено применить и ряд технических доработок, чтобы устранить нарекания, которые вызывали серийные вагоны 71-402.
Параллельно на заводе начались работы по вагону 71-404, который должен был стать на тот момент самым современным трамвайным вагоном в России. 404 вагон должен был стать шестиосным сочленённым односторонним вагоном, с переменным уровнем пола. Подобное решение соответствовало современному европейскому видению трамвая, как модульной низкопольной конструкции с необходимым числом тележек и узлов сочленения, для обеспечения высокой провозной способности. Для разработки дизайна будущего вагона был изучен зарубежный опыт, и подготовлено большое число эскизов. Однако для создания 404 требовалось решить две сложных конструкторских проблемы — разработать моторные тележки для пониженного уровня пола, и поддерживающую тележку для низкого уровня пола. Денег на решение этих проблем в тот момент завод найти просто не мог и, как результат, от идеи создания 404 пришлось отказаться, сконцентрировавшись на доработке четырёхосных высокопольных вагонов 403 модели. Зато дизайнерские решения, готовившееся для 404 вагона нашли воплощение и в 71-403 и в 71-405 моделях.
Создание вагона 71-403 началось весной 2003 года, а уже в июне вагон был представлен на Европейско-Азиатском машиностроительном форуме, проходившем 5-6 июня в Екатеринбурге. В отличие от предшественника, вагон имел округлую форму передней торцевой части, и тонированные прорезиненные стёкла. Изменились низковольтные цепи вагона, главный рубильник, ставший причиной нескольких возгораний 71-402 вагонов, заменили на разъединительный автомат. Установили автоинформатор и небольшие электронные маршрутоуказатели. В сентябре вагон передали на испытания в Западное депо ЕТТУ, а 26 декабря вагон был одобрен межведомственной комиссией и рекомендован к серийному производству.
Заводчане учли неудачный маркетинговый опыт, полученный с вагоном 71-402, и первый серийный 71-403 вагон был отправлен в Москву для испытаний. Уже 27 января 2004 года вагон разгрузили на базе ГУП «Мосгортранс», после чего его переправили в Строгинское (Краснопресненское) трамвайное депо. В столице вагон 71-403, получивший бортовой номер 3004, провёл 6 месяцев, за которые столичные трамвайщики всесторонне испытали его в разных условиях работы. Заводчанам были высказаны замечания, которые касались конструкции окон и целого ряда других не очень серьёзных недостатков. Вагон был отправлен на доработку на завод, откуда поступил в ЕТТУ. В борьбе за московский рынок завод опять потерпел неудачу: несмотря на то, что столичные трамвайщики в целом похвалили вагон, отметив высокое качество сборки и надёжность его агрегатов, контракт на поставку 46 вагонов для Строгинского депо ГУП «Мосгортранс» выиграл Петербургский трамвайно-механический завод с моделью ЛМ-99АЭ.

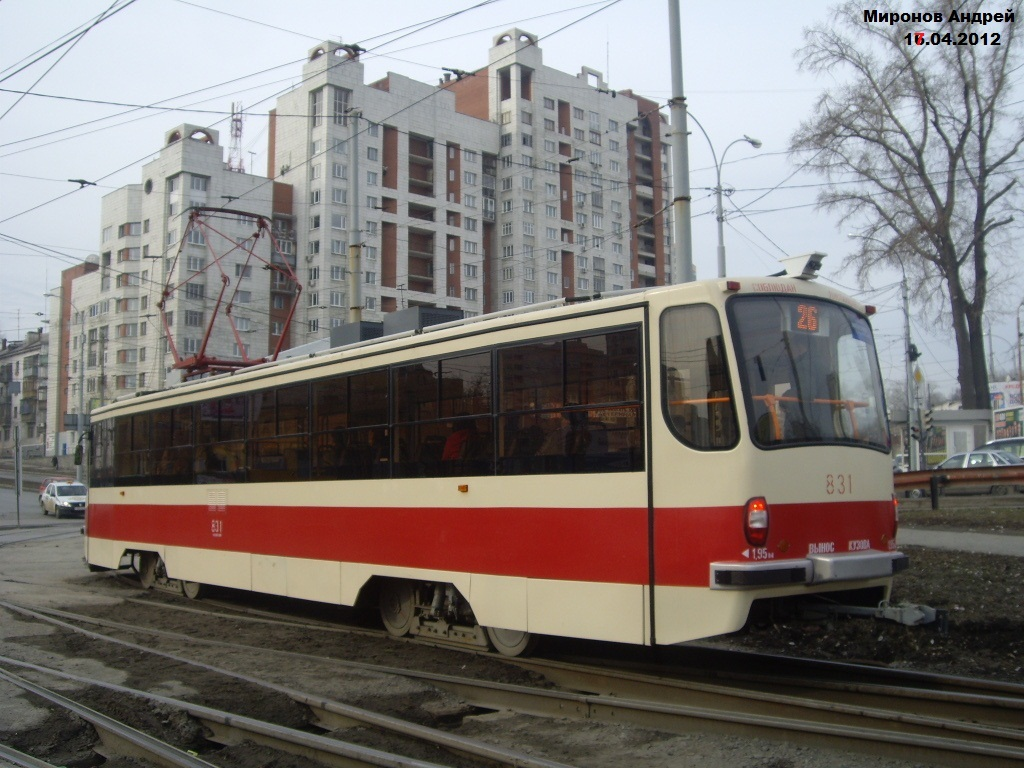
Трамвайный вагон 71-405 в Екатеринбурге

Этот провал сильно подкосил перспективы производства трамвайных вагонов на УТМе. На заводе ощущались проблемы с финансированием трамвайного производства — начали появляться сомнения в его целесообразности. В этих условиях проектирование вагона 71-405 велось параллельно с опытными моделями (в том числе так и не родившимся 71-404 вагоном) и доработкой 71-403 модели. Но детальная проработка именно 405 модели, которая должна была стать наследницей достаточно успешно показавших себя вагонов 71-403, началась на УралТрансМаше (УТМ) летом 2005 года, по итогам полученных «московских» замечаний. В октябре 2005 года конструкторы УТМ приступили к изготовлению первого трамвайного вагона 71-405. Задачей стоящей перед конструкторами было внедрение технологий, которые бы позволили упростить сборку кузова вагона, сделать современный дизайн и устранить недостатки, которые были выявлены в ходе эксплуатации предыдущих версий екатеринбургских вагонов.
По планам опытный образец должен был быть готов уже к концу ноября 2005 года, однако сборка затянулась и презентация была перенесена на март следующего года. 16 марта вагон был представлен без крышевого оборудования и тележек, — по сути основу вагона не успели довести до должного состояния даже к отложенной презентации. И только в августе 2006 года вагон был передан для испытаний в Западное трамвайное депо ТТУ г. Екатеринбурга. В течение зимы 2006—2007 годов вагон проходил испытания, которые выявили целый ряд недостатков, и по итогам их устранения 24 апреля 2007 года состоялась государственная приёмка вагона, по итогам которой было рекомендовано серийное производство. Однако первенец модели 71-405 упорно не хотел твёрдо «становиться на рельсы» — из-за заводского дефекта колёсных пар, и разногласий между депо и заводом-изготовителем вагон долгое время стоял без движения.

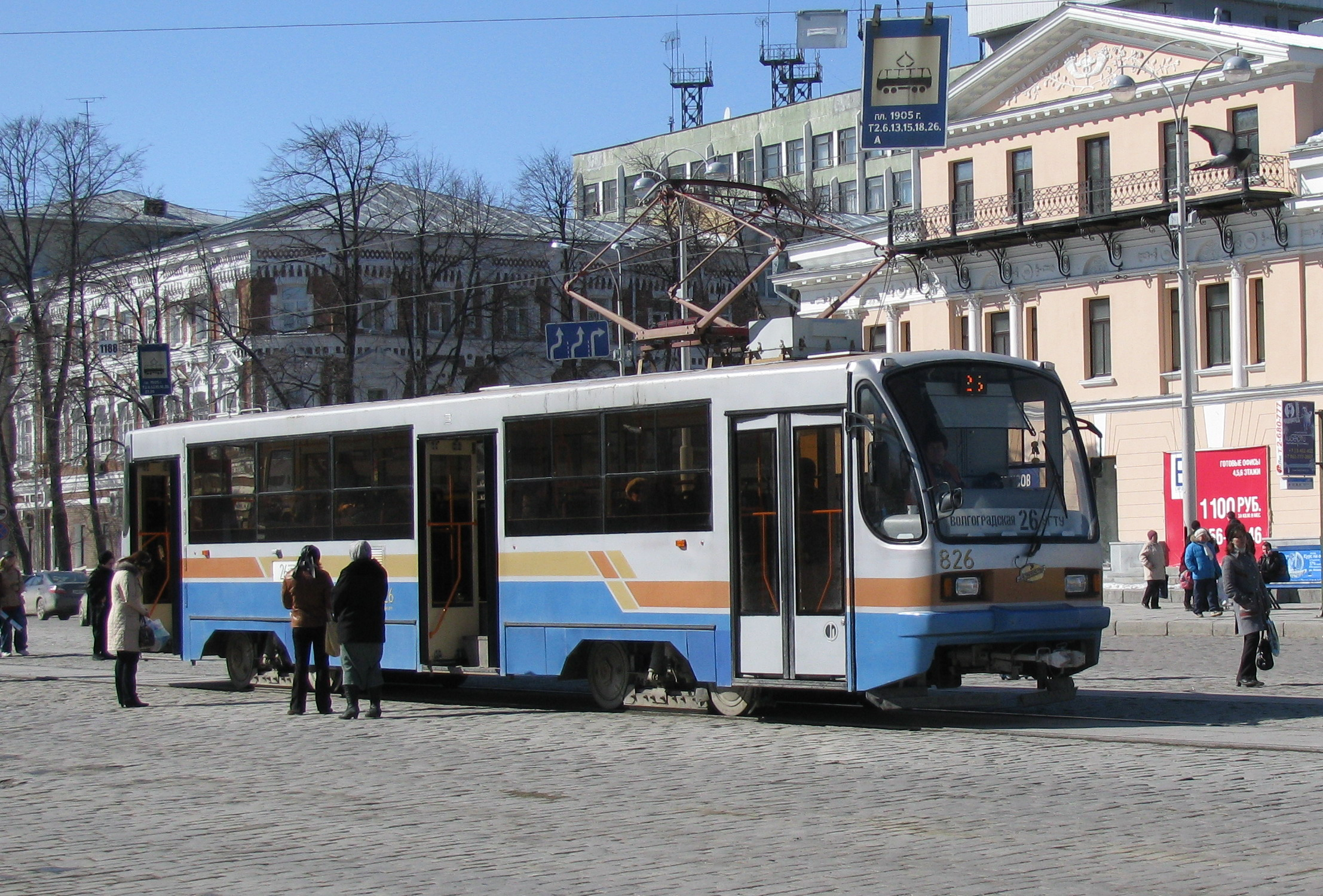
Трамвайный вагон 71-405 в Екатеринбурге

В дальнейшее производство вмешалась большая политика: в конце 2006 года на съезде «Единой России» в Екатеринбурге, мэра Москвы Ю. М. Лужкова, специально отвезли на завод УТМ, с тем, чтобы показать трамвай 71-405 — доработанного по итогам полученных замечаний потомка 71-403 вагона. Лужкову понравился вагон, который расхваливали не только производители, но и сам губернатор Свердловской области. Столичный мэр пригласил УТМ к участию в тендере на поставку трамвайных вагонов. Однако контракт на 197 вагонов выиграл УКВЗ, с моделью 71-619А. Сказать, что екатеринбургские вагоностроители были расстроены — значит ничего не сказать. Чтобы сгладить этот казус, был объявлен дополнительный тендер на три вагона… Его УТМ успешно выиграл, и с октября 2007 года в Москву было поставлено три вагона 71-405. Правда учитывая тот факт, что электрооборудование новых вагонов ещё не было до конца отлажено, столичные трамвайщики заказали гибрид с электрооборудованием от 403 модели в кузове 405. 26 сентября 2007 года первый из трёх московских УТМов прибыл в краснопресненское трамвайное депо и в начале сентября успешно прошёл обкатку и испытания. В январе 2008 в Москву прибыли ещё два таких же вагона. А вот екатеринбургский 71-405 только в марте 2008 года снова вышел на обкатку, и к августу начал работать с пассажирами на 26 маршруте в Екатеринбурге.

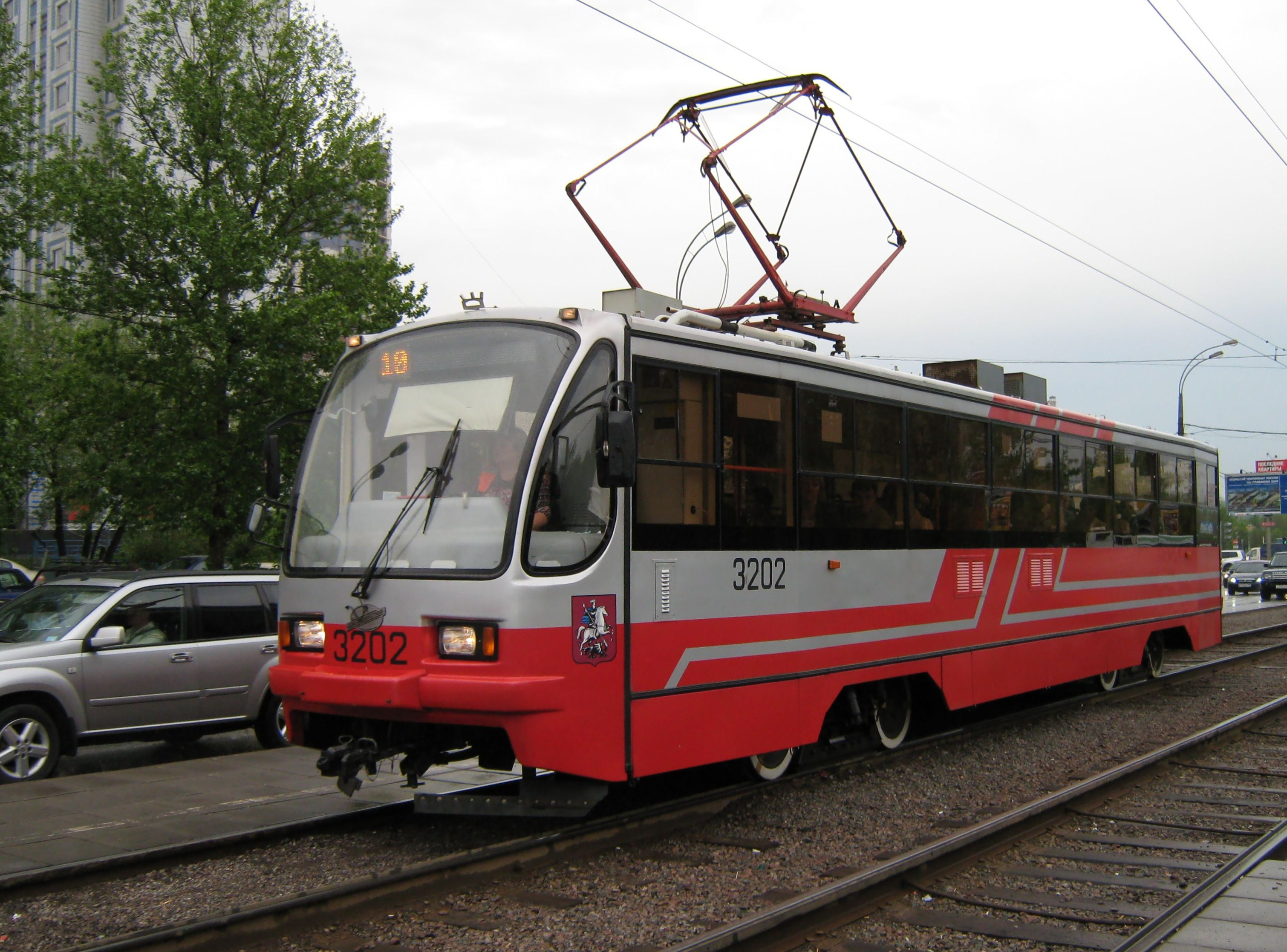
Трамвайный вагон 71-405 в Москве

В 2008 году мэрия Екатеринбурга планировала закупку очередной партии УТМовских вагонов для местного ТТУ, однако финансовые трудности изменили эти планы — и уже изготовленные вагоны оказались не выкуплены. Так что для завода очень удачным оказался заказ на достаточно крупную партию вагонов (10 штук), пришедший из Самары. Самарское ТТУ с 2001 года уже эксплуатировало вагоны производства УТМ (в Северное трамвайное депо с 2001 по 2003 годы были поставлены три вагона 71-402), а остальную часть парка Самары составляют чешские вагоны, — так что продукция УТМ, максимально унифицированная с чешскими трамваями, пришлась по душе самарским трамвайщикам. Вагоны поставлялись в город по железной дороге, и уже 9 декабря первые два вагона были разгружены в Самаре. В течение декабря в город поступили и остальные вагоны. По итогам этой поставки был подписан контракт на 33 вагона 71-405 для Самары (должны быть поставлены до июля). А 31 марта 2009 года вагоны 71-405 впервые вышли на работу с пассажирами по СМЕ на 20-м маршруте.
Следует сказать пару слов и о вагоне 71-406, проектировавшемся на заводе, но так и не реализованном «в металле». Этот вагон задумывался, как ответ конкурирующим заводам ПТМЗ и УКВЗ, выпускавшим свои высокопольные четырёхосные вагоны с четырьмя дверьми. «Четырёхдверность» была одним из пожеланий московских заказчиков, необходимым для ускорения выхода пассажиров, в вагонах оборудованных турникетами. Конструктивно вагон представлял собой копию 405 модели, с компоновкой изменённой, под четыре двери. Однако к тому моменту, как проектирование вагона подходило к концу, в Москве решили больше не покупать высокопольные вагоны… Таким образом проект остался не у дел.
В 2009 году завод начал сборку опытных образцов новых вагонов 71-407, представляющих собой по сути переработку 405-х вагонов под требования низкопольной центральной части. Одновременно на заводе по заказу Нижнего Тагила началась досборка последних 12 вагонов 71-403 (сваренные кузова до этого были не востребованы в производстве), причём на них устанавливалось уже новое оборудование образца 405-х вагонов.
Последние 17 вагонов 71-405 (в модификации 71-405-11, с функцией «автономного хода») были произведены летом 2014 года и поступили, опять же, в Екатеринбург (7 штук) и Нижний Тагил (10 штук).

## Конструктивные особенности

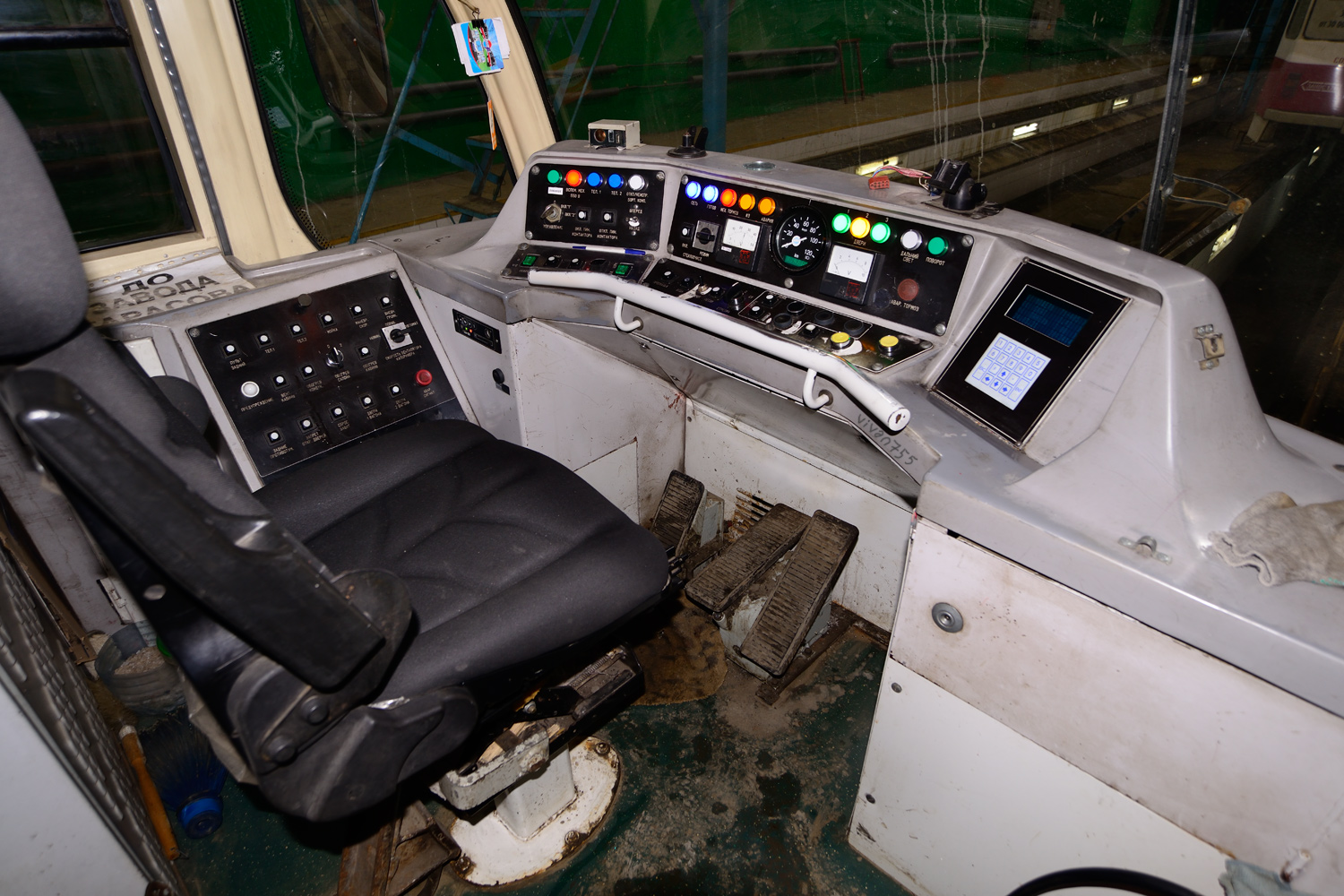
Кабина управления

Вагон может эксплуатироваться как одиночно, так и в СМЕ из двух вагонов. Сцепные устройства унифицированы со сцепными устройствами вагонов T3.
Заявленный срок службы вагона — 20 лет.

### Кузов и салон
Значительные изменения претерпел экстерьер вагона: по сравнению с прошлыми моделями увеличился размер окон, установлены сдвижные форточки, вместо вставных они стали вклеенными, кроме того, применена тонировка стёкол. Корма вагона выполнена из стеклопластика скруглённой формы, из пластика выполнены так же двери вагона. Изменена компоновка светооборудования, а ящики с тормозными резисторами перенесены с крыши вагона под пол. В салоне вагона широко применён пластик, постелен противоскользящий линолеум, для упрощения уборки салона крепление сидений переделано с пола на борта вагона.
Двери трамвайного вагона лавирующего типа, конструктивно исключающего травмоопасность при их использовании, оснащены приводом с вентильным электродвигателем, рассчитанным на работу без обслуживания в течение всего срока эксплуатации трамвайного вагона. Пол трамвайного вагона — гладкий, без перемены высоты по всей длине вагона имеет нескользкое покрытие в том числе и во влажном состоянии. В зонах средней и задней дверей организованы просторные площадки, обеспечивающие возможность удобного размещения детской коляски или крупногабаритного багажа. Помимо салона для оповещения пассажиров предусмотрены наружные громкоговорители.
Рама вагона в средней части была усилена, борта выполнены из труб прямоугольного сечения, что позволило применить новую технологию крепления листов обшивки. Изменено размещение статической нагрузки по бортам и по тележкам, за счёт чего уменьшилась неравномерность износа элементов шкворня и тележек.

### Электрооборудование

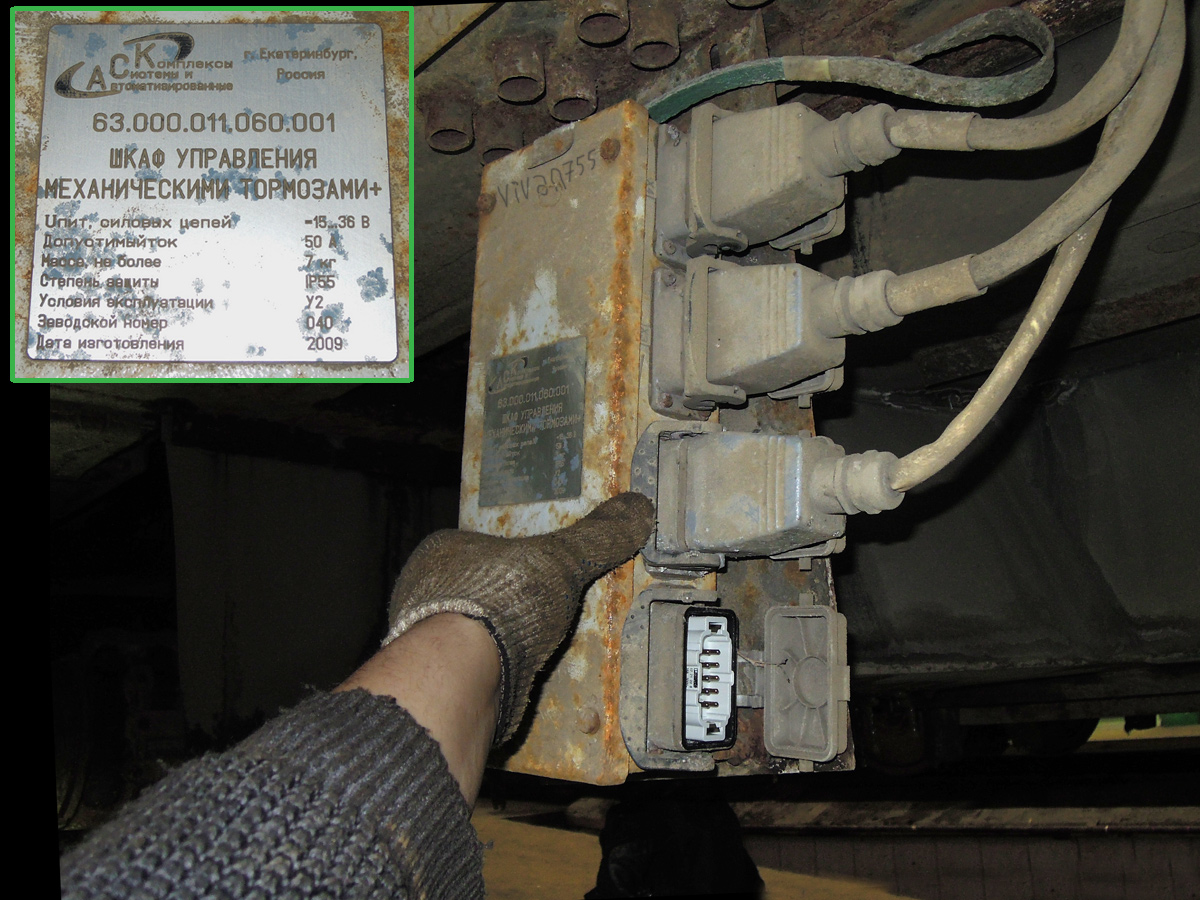
Шкаф управления механическими тормозами, подающий питание на соленоиды одной тележки

Электроника вагона также претерпела ряд существенных изменений: закрыты от влаги и грязи специальными кожухами тяговые двигатели, причём сами двигатели сделаны в закрытом исполнении, что позволило исключить необходимость воздуховодов для их охлаждения. Установлены более мощные тяговые преобразователи ОАО ПО «Вектор», которые, благодаря новой конструкции, станут ремонтопригодными в условиях депо, ограничено применение контакторов в высоковольтных цепях, что позволит снизить объём обслуживания электрооборудования, в цепи работы ТЭДов установлены сглаживающие фильтры, которые позволят увеличить ресурс двигателей.
Система управления ТрСУ, разработана ЗАО «Автоматизированные Системы и Комплексы».
Кроме того, была улучшена защита от короткого замыкания в высоковольтной и низковольтной цепях вагона, включено переключение стрелочных переводов без применения «резистора стрелки», введена возможность плавного управления работой механических тормозов за счёт транзисторного управления соленоидами.

### Рабочее место водителя
Рабочее место водителя — высокой комфортности с повышенными по сравнению с требованиями нормативных документов эргономическими характеристиками, что предельно облегчает управление вагоном независимо от погодных условий и освещённости пути. Кроме пульта управления в кабине водителя размещены вспомогательная панель и бортовой компьютер с вынесенным на панель информационным дисплеем, на котором помимо текущей информации о движении при необходимости высвечиваются данные системы диагностики работы основных узлов. Бортовой компьютер вагона теперь имеет блочную структуру, в его функции включено поддержание в холодное время года заданной температуры в кабине водителя. Установлена система автоматического контроля трамвайного вагона СКАТ-4, а диапазон температур работы дисплея расширен до −20 градусов. В случае заказа устанавливается кондиционер кабины водителя.

## Эксплуатирующие города
Вагоны 71-405 можно встретить в нескольких городах России:
| Страна | Город        | Эксплуатирующая организация                       | Модификация | Количество         |
| Россия | Екатеринбург | ЕМУП «ТТУ»                                        | 71-405      | 26 единиц          |
| Россия | Екатеринбург | ЕМУП «ТТУ»                                        | 71-405-11   | 8 единиц           |
| Россия | Нижний Тагил | НТ МУП «Тагильский трамвай»                       | 71-405      | 15 единиц          |
| Россия | Нижний Тагил | НТ МУП «Тагильский трамвай»                       | 71-405-11   | 10 единиц (лизинг) |
| Россия | Орёл         | МУП «Трамвайно-троллейбусное предприятие»         | 71-405      | 1 единица          |
| Россия | Самара       | МП «Самарское трамвайно-троллейбусное управление» | 71-405      | 43 единицы         |